# 호소이 히로미
호소이 히로미(일본어: 細井 宏美, 1989년 5월 13일~)는 일본의 모델, 배우이다.